# Sørporten
Sørporten is een zeestraat van de Noorse eilandengroep Spitsbergen.
De naam van de zeestraat betekent zuidelijke poort.

## Geografie
De zeestraat is het zuidelijke deel van de Straat Hinlopen. Vanuit het noordwesten komt (de rest van) Straat Hinlopen en verwijd zich naar het zuidoosten. 
Sørporten wordt begrensd door Scaniahalvøya en Harald V-land (met Bråsvellbreen) in het noorden, Erik Eriksenstretet en Olgastretet in het oosten, de eilanden voor de kust van Olav V Land in het zuiden en (nog voor) de meest westelijke eilanden van de baai Vaigattbogen in het westen.